# Gnetsch
Gnetsch is een plaats en voormalige gemeente in de Duitse deelstaat Saksen-Anhalt, en maakt deel uit van de stad Südliches Anhalt in de Landkreis Anhalt-Bitterfeld.
Gnetsch telt 308 inwoners.